# 羅柏軟體科技
羅柏軟體科技（Robosoft Technologies）是印度資訊科技公司，專門提供軟體開發服務，於1996年由Rohith Bhat成立印度卡納塔克邦，公司早期注重於MAC市場，現在他們不僅持續開發Mac市場，也還開發了windows市場。

## 分部
1. 99Games - 專門開發手機遊戲
2. Global Delight - 專門開發Mac應用程式

## 獎項
羅柏軟體曾經獲得卡納塔克邦商會與工業聯盟(FKCCI)所頒發的最佳服務獎銀獎